# The Fountain of Vaucluse
The Fountain of Vaucluse é um óleo sobre tela de 1841 do pintor britânico-americano Thomas Cole, fundador da Escola do Rio Hudson. A obra retrata a casa de Petrarca.

## História
A obra foi pintada durante a segunda viagem de Cole à Europa. Cole alterou a paisagem: estreitando o desfiladeiro para tornar o cenário mais inspirador.
O quadro faz parte do acervo do Dallas Museum of Art.